# Hautojärvi
Hautojärvi är en sjö i kommunen Etseri i landskapet Södra Österbotten i Finland. Sjön ligger 176,3 meter över havet. Den är 9,8 meter djup. Arean är 1,02 kvadratkilometer och strandlinjen är 5,24 kilometer lång. Sjön  ingår i Kumo älvs huvudavrinningsområde.   Den ligger omkring 75 kilometer sydöst om Seinäjoki och omkring 260 kilometer norr om Helsingfors. 